# Coração Vagabundo
"Corazón vagabundo" es un documental brasileño de 2009 dirigido por Fernando Andrade Grostein que sigue a Caetano Veloso durante la gira del CD "A Foreign Sound".
El documental muestra los viajes de St. Paul de Caetano Veloso, Nueva York, Tokio, Osaka y Kioto durante el lanzamiento del álbum "A Foreign Sound", primer disco del artista con el repertorio totalmente en inglés.
Rodada entre 2003 y 2005, la película cuenta con apariciones del cineasta Michelangelo Antonioni, David Byrne, la sentencia de Regina, Pedro Almodóvar y Gisele Bundchen.
La producción es de Raúl Doria y Paula Lavigne. La mayoría de las imágenes fueron capturadas con una cámara digital operada por el propio director.
- Datos: Q8350925